# تیم ملی بسکتبال بلاروس
تیم ملی بسکتبال بلاروس،نماینده بلاروس در مسابقات بین‌المللی بسکتبال است و توسط فدراسیون بسکتبال بلاروس اداره می شود. آنها در سال ۱۹۹۲پس از انحلال اتحاد جماهیر شوروی به وجود آمدند.

## تاریخچه

### قبل از استقلال
قبل از سال ۱۹۹۲بلاروس جزو اتحاد جماهیر شوروی بود و بازیکنان متولد بلاروس برای تیم ملی اتحاد جماهیر شوروی بازی می کردند. آنها در این دوره یکی از تیم های برجسته بین‌المللی بودند.